# لقنورة سمينة
لقنورة سمينة (الاسم العلمي:Lecanora pinguis) هي نوع من الفطريات تتبع جنس اللقنورة من الفصيلة اللقنورية.